# Lun (Novalja)
Lun falu Horvátországban, Lika-Zengg megyében. Közigazgatásilag Novaljához tartozik.

## Fekvése
A Pag-sziget felülről mutatóujjra emlékeztető legészakibb részén, Novaljától 18 km-re északnyugatra, a sziget északnyugati csúcsa közelében fekszik. Földrajzilag közelebb van Rabhoz, mint saját községközpontjához Novaljához. Bár határát szinte minden oldalról tenger veszi körül, maga a település légvonalban mintegy 300 méterre található a tengerparttól. A legközelebbi öblök a Furnje és a Veli Rakovac a Pagi-csatornában (Paski kanal), valamint a Njivina, Budunalva és a Krušvina amelyek a Kvarner-öbölben fekszenek. Lunon kívül a településhez több kisebb telep is tartozik, melyek némelyike több kilométer távolságra van. Közülük külön említésre méltó Tovarnele, amely a sziget legészakibb emberi települése, itt található Lun kikötője is. Nevét az olasz taverna szóból kapta, amely vendéglőt jelent. Valóban találhatók itt egy régi vendéglő maradványai, amely egyúttal a kalózok elleni védelmül is szolgált. További kis települései Gurijel, Dudići, Perićev Kanat, Gager, Jakišnica, Stanišće.

## Nevének eredete
Neve a régi dokumentumokban „Punta Loni” alakban szerepel, melyet a régi horvát lakosság "Koncilun" alakra fordított le. Ebből a „konci” a „konac” (vég) főnév képzett (locativus) alakja, a „lun” pedig a latin „leo, leonis” (oroszlán) főnévből való. Hasonló latin és olasz változatai vannak a sziget északi fokának a Lun-foknak: Punta Longa, Lunga, Lun.

## Története
Annak ellenére, hogy nincs írásos forrás arra vonatkozóan, hogy 1653 előtt is élt volna itt állandó lakosság ennek több régészeti bizonyítéka is előkerült. Területén több helyen találtak római cseréptöredékeket. A Vidasi nevű helyen illír sírok és sírhalmok találhatók, melyekből feltárt ékszereket a novaljai városi múzeumban őrzik. A történelemből ismert, hogy birtoklásáért évszázados küzdelem folyt Rab és Zára városok között, de egy időben még Osor is igényt tartott rá. IV. Krešimir horvát király 1071-ben miután Pag és Rab szigeteit elvette Velencétől Biogradban döntött a Rab és Zára közötti vitában és Lun egész területét Novaljával együtt Rab városának adta. Addig az egész Pag-sziget a rabi püspökséghez tartozott, attól fogva viszont a szigetnek csak a Caskától (akkor még Cissa) nyugatra eső része maradt a fennhatósága alatt. Pag városa a sziget többi részével Zára uralma alá került. Lunt Krešimir idejétől fogva egészen 1992-ig Rabról igazgatták, akkor viszont átszervezték a horvát közigazgatást és létrehozták az önálló Novalja községet, melynek a sziget északnyugati részével együtt Lun is a része lett.
Lun első állandó lakója a Rabról érkezett velencei nemes Matteo Badurina volt, aki 1653-ban telepedett meg (valószínűleg a török elől menekülve) itt pásztorként és telepesként bérelt birtokán. A megállapodás szerint itteni jövedelméből adót kellett fizetnie Rab városának, amelyet a gabona jövedelmének negyedében és a szőlő jövedelmének hatodában állapítottak meg. Az adót nem a tényleges jövedelem, hanem egy külön bizottság becslése alapján kellett fizetni. A 19. század közepén a jövedelem becslése az aratás, illetve a szüret után egy közösségi szakértő feladata lett. Az összegyűjtött termést főként Rabon nyilvános árverésen értékesítették. Rab az úrbéri jogairól egészen 1944-ig nem akart lemondani, az úrbéri viszony megszűnését hivatalosan csak 1946-ban nyilvánították ki.
A 18. század végén Napóleon megszüntette a Velencei Köztársaságot. Pag szigete 1797 és 1805 között Habsburg uralom alá került, majd az egész Dalmáciával együtt a Francia Császárság része lett. 1815-ben a bécsi kongresszus újra Ausztriának adta, amely a Dalmát Királyság részeként Zárából igazgatta 1918-ig.
A luni katolikus plébániát 1870-ben alapította meg Ivan Josip Vitezić vegliai püspök, így az akkori luni káplán Matej Francetić (aki addig Novaljához tartozott) lett a település első plébánosa. Anyakönyveit (a születésieket már 1760-óta) 1815-ig Rabon, 1870-ig Novalján vezették. A falunak 1857-ben 164, 1910-ben 429 lakosa volt. Ezt követően előbb a Szerb-Horvát-Szlovén Királyság, majd Jugoszlávia része lett. A település közigazgatásilag 1992-ig Rabhoz tartozott, majd a horvát közigazgatás átszervezése után létrehozták az önálló Novalja községet, melynek a sziget északnyugati részével együtt Lun is a része lett. 2011-ben 307 lakosa volt, akik a olajbogyótermesztésből, turizmusból éltek.

## Lakosság

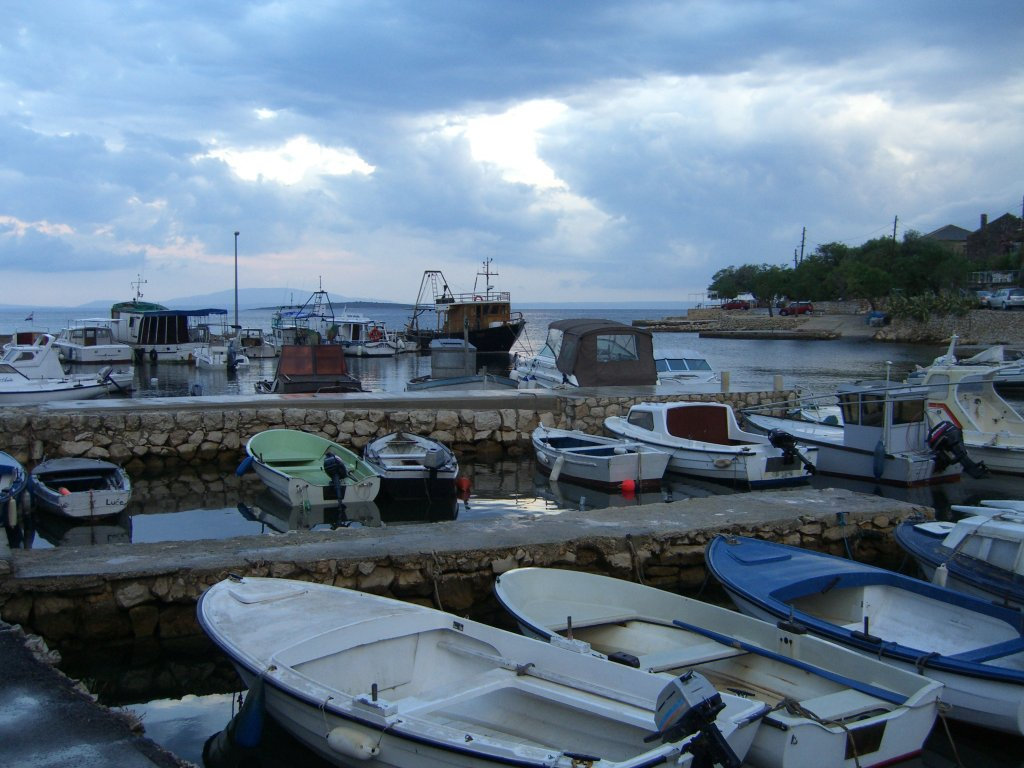
Tovarnele - Lun kikötője

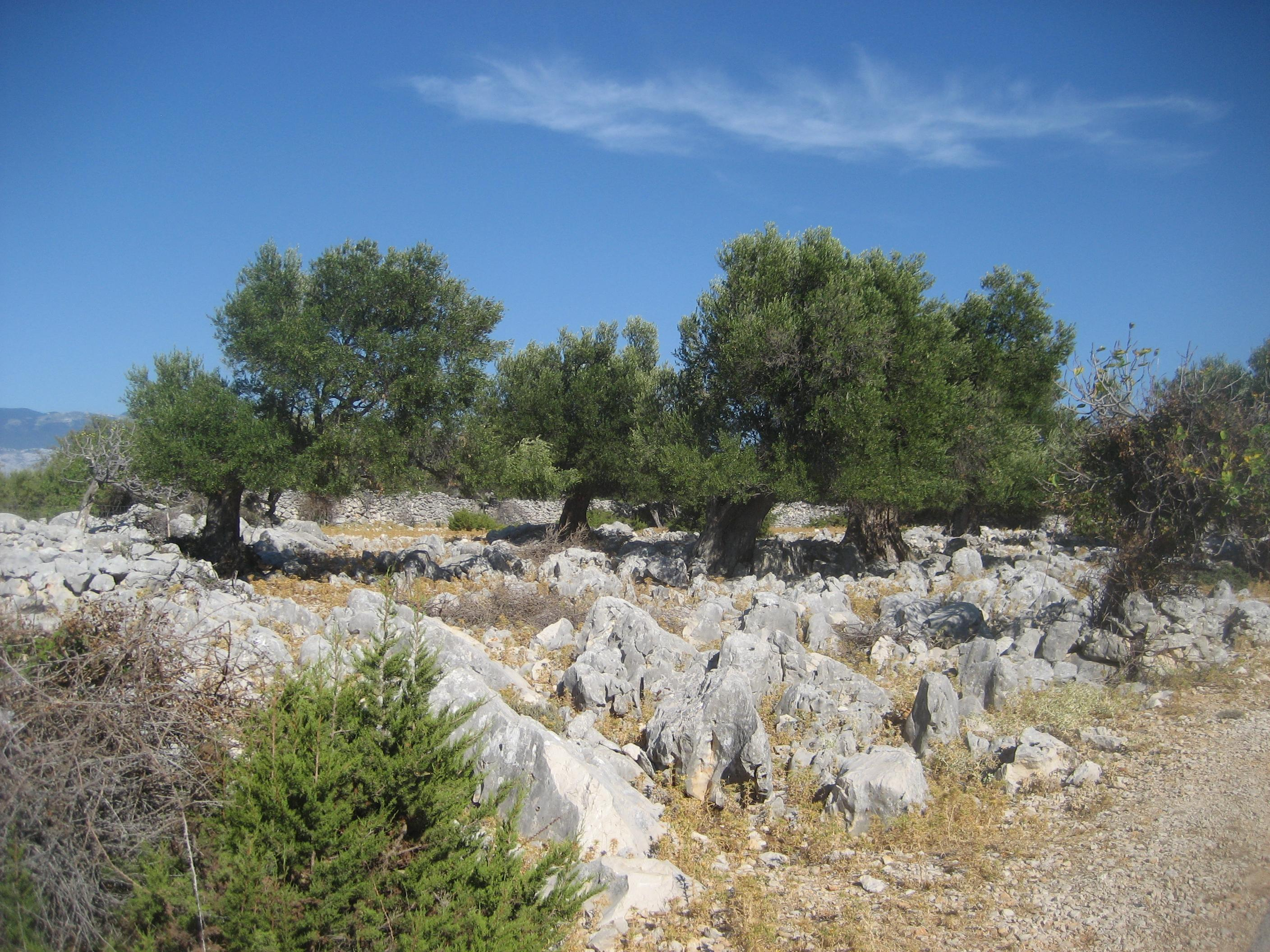
A luni védett olajfaliget

| Lakosság változása | Lakosság változása | Lakosság változása | Lakosság változása | Lakosság változása | Lakosság változása | Lakosság változása | Lakosság változása | Lakosság változása | Lakosság változása | Lakosság változása | Lakosság változása | Lakosság változása | Lakosság változása | Lakosság változása | Lakosság változása |
| ------------------ | ------------------ | ------------------ | ------------------ | ------------------ | ------------------ | ------------------ | ------------------ | ------------------ | ------------------ | ------------------ | ------------------ | ------------------ | ------------------ | ------------------ | ------------------ |
| 1857               | 1869               | 1880               | 1890               | 1900               | 1910               | 1921               | 1931               | 1948               | 1953               | 1961               | 1971               | 1981               | 1991               | 2001               | 2011               |
| 164                | 0                  | 267                | 326                | 352                | 429                | 429                | 526                | 675                | 646                | 551                | 483                | 381                | 357                | 337                | 307                |

## Nevezetességei
- Lun ma elsősorban olajfáiról nevezetes, melyek közül a legöregebbek már néhány száz évesek, de van köztük olyan amelyet ezerötszáz évesre becsülnek. Ezért az olajfaligeteknek ezt a részét 1963-ban védetté nyilvánították. A luni védett, kőfallal bekerített olajfaliget ma mintegy négyszáz hektáron terül el és mintegy nyolcvanezer fából áll. Ezzel az ország legnagyobb olajfaligete, egyúttal a sziget egyik legszebb színfoltja. A fák magassága öttől nyolc méterig váltakozik, törzsük átmérője nyolcvan centiméter feletti.[6]
- Szent Jeromos tiszteletére szentelt plébániatemplomát 1895-ben kezdték építeni. Alapkövét október 20-án rakta le Ante Petriš plébános. A tulajdonképpeni építési munkák 1896. szeptember 24-én kezdődtek el. Az első szentmisét 1900 szentestéjén celebrálták benne. A templom egyhajós, hosszúsága 11,80 méter, szélessége 6,80 méter, presbitérium és sekrestye is épült hozzá. Felszentelését 1910. június 22-én Antun Mahnić krki püspök végezte. Egyetlen harangját elvitték beolvasztásra az első világháborúba és csak az 1938. szeptember 13-án celebrált szentmise keretében kapott újra harangot a templom.[7]
- A Szent Őrangyalok tiszteletére szentelt temploma a település északkeleti szélén, a helyi temető közelében, a plébániatemplom mellett található. Délkelet-északnyugati tájolású, egyhajós, téglalap alaprajzú épület. A keleti oldalon, a szentély magasságában, egy téglalap alaprajzú, dongaboltozatos, téglalap alakú ablakkal megvilágított sekrestye található. A templom különböző méretű faragott kőtömbökből épült. A homlokzat háromszög alakú oromzatának tetején áll a két íves nyílással rendelkező harangdúc. A templom építése nagyjából a 17. századra tehető. Szabálytalan kőlapokkal borított padlójában régi sírkövek találhatók.[8]
- Az osztrák-magyar „Albanien” gőzhajó roncsa a Jakišnica-öböltől délnyugatra fekszik a tenger mélyén  körülbelül 72 méter mélységben. A hajót 1916-ban süllyesztették el egy olasz tengeralattjáró két torpedójával, miközben katonai anyagokat szállított. A hajó kereskedelmi és utasszállító gőzhajó volt, amelyet 1910-ben építettek Triesztben a „Sablimento Tecnico Triestino di Trieste” cég műhelyében az ausztriai Lloyd cég számára. A hajótest 66 méter hosszú és 10 méter széles. 12 csomós sebességet érhetett el és 44 utast szállíthatott. Ma a roncs egy lapos, homokos tengerfenéken, egy tenger alatti gerincen fekszik, és még egy darabban van.[9]
- Itt fekszik az osztrák-magyar „Euterpe” gőzhajó roncsa is a Potočnica-öböltől délre, körülbelül 79 méter mélységben. A hajót 1886-ban gyártották és ugyancsak az osztrák Lloyd cég tulajdonában volt. 1918-ban elsüllyesztették két torpedóval az olasz F7 tengeralattjárótól. Az elsüllyedésekor több mint 560 ember halt meg, amelyet a legnagyobb tengeri tragédiának tartanak az Adriai-tenger keleti részén. A hajó osztrák csapatokat szállított Fiuméből a Kotori-öbölbe. Ma a roncs homokos fenéken, a navigációs vonalon fekszik. A meglévő adatok szerint a fedélzetet a robbanások tették tönkre, míg a hajófenék jól megmaradt.[10]

## Híres emberek
- Itt született dr. Srećko Badurina (1930-1996) šibeniki püspök. 1955-ben Zárában szentelték pappá, 1965-ben teológiai doktor lett. 1988-ban II. János Pál pápa šibeniki püspökké szentelte, egyúttal hatszáz év után ő volt az első püspök akit a ferences harmadrend provinciája adott az egyháznak. A šibeniki Szent Jakab székesegyház sírboltjában nyugszik.[3]
- Antun Badurina (1947), ferences harmadrendi szerzetes, egyházi író.[3]